# Памуккале
Памуккале (на турски: Pamukkale) е малък, но известен турски курортен град във вилаета Денизли, намиращ се на 30 km северно от град Денизли, а също и уникален природен феномен в околностите на градчето.
Водни струи, идващи от древния град Хиераполис, богати на минерални соли, падат от голяма височина и създават причудливи, вкаменени, ослепително бели каскади, които се дължат на калциевия карбонат. Когато водата достигне до повърхността, от нея се освобождава въглероден диоксид, а останалият калциев карбонат се отлага, като образува варовикови отлагания върху скалистите тераси.
Горещите извори Памуккале извират от недрата на планината Кал Даъ в Западен Анадол, Турция. Водата с температура 37 °C достига повърхността и продължава пътя си надолу по поредица от около сто тераси. Водните струи са издълбали терасите и във вдлъбнатините са образували топли водни басейни. Повечето имат ослепително бял цвят, но някои са жълтеникави или кафяви. Замърсяването на околната среда се отразява върху свежестта на цветовете.
До платото на Хиераполис се стига по долината на река Меандър.
Руините на Хиераполис и Памуккале са един от обектите в списъка на световното културно и природно наследство на ЮНЕСКО.

## История
Близо до Памуккале се намират развалините на Хиераполис, основан през 190 пр.н.е. от династията на Аталидите – владетелите на Пергамон. Градът бил популярен сред римляните, страдащи от кожни болести и ревматизъм.
Водата на един от горещите извори, който извира от пещера, отделя зловонни, дразнещи очите газове. Древногръцкият историк и географ Страбон пише, че за броени мигове те биха убили дори бик. Местните жители вярвали, че газовете са диханието на зли духове.
Отдалече тази белоснежна маса създава илюзията за огромна памукова плантация или за замръзнал водопад.

## Побратимени градове
- Егер, Унгария